# 米利都
米利都（希臘語：Μίλητος）是位于安纳托利亚西海岸线上的一座古希腊城邦，靠近米安得尔河口。它在赫梯文献中被称为Millawanda或者Milawata，在荷马的《伊利亚特》中也有出现。公元前1500年左右，一些从克里特岛来的移民定居于此，随后，这个城市就成为了爱奥尼亚十二城邦之一。在公元前6世纪它建立起了强大的海上力量，并建立了许多殖民地。在波希战争前它处于波斯统治下。米利都拥有一批著名的思想家，如泰勒斯、阿那克西曼德、阿那克西美尼等，世称米利都学派。
米利都曾先後被赫梯帝國、弗里吉亚人、吕底亚、马其顿帝国、羅馬帝國、拜占庭帝國和鄂圖曼帝國所統治。在鄂圖曼帝國統治時期，米利都被用作一個與威尼斯進行貿易的港口，後來港口淤塞，城市被廢棄。今日米利都的廢墟距離海面數十公里，在衛星地圖上 37°31.8'N 27°16.7'E 的位置，於土耳其艾登省內。

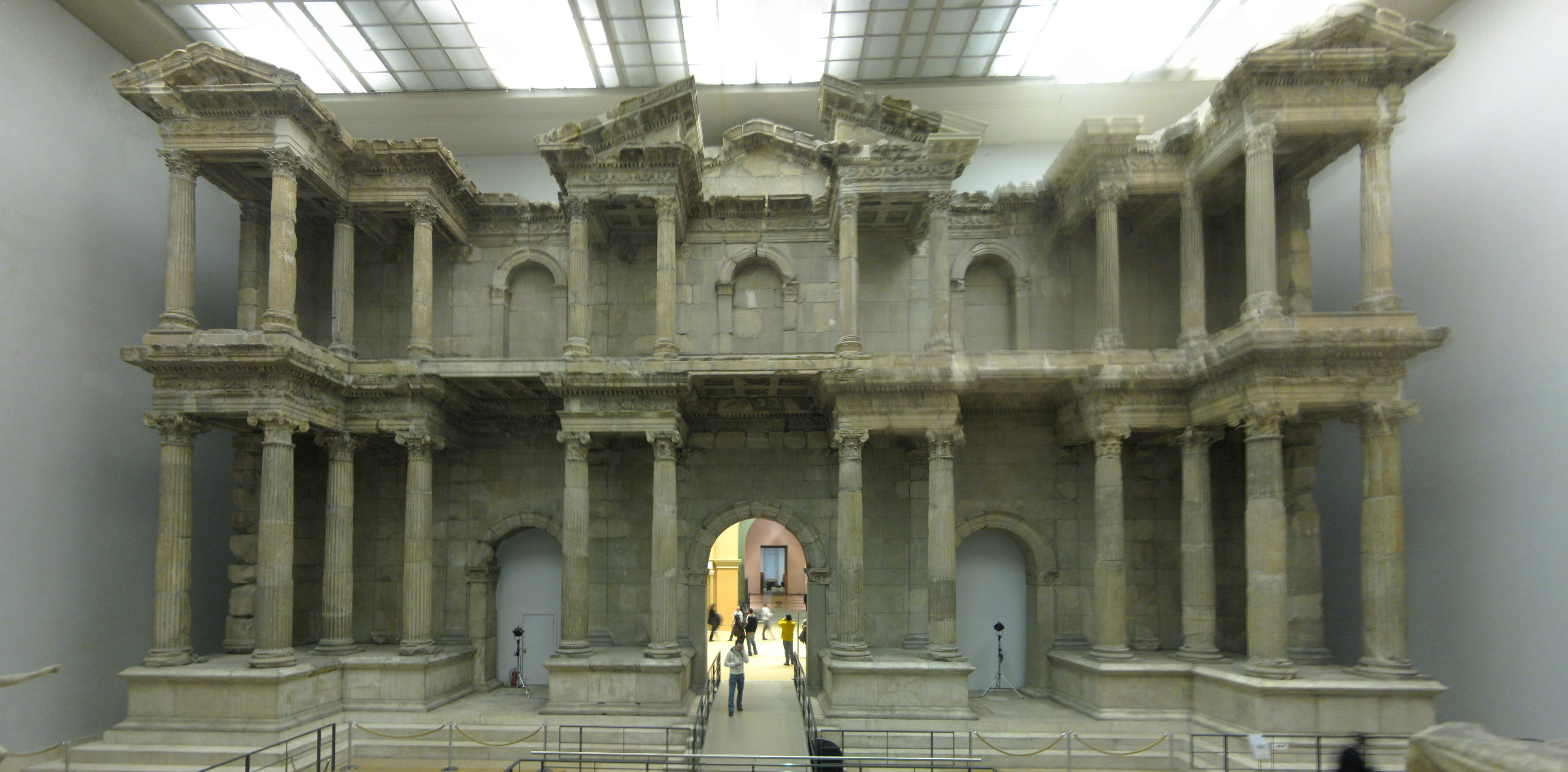
米利都的市場大門，可追溯至公元120年，約有17米高、29米寬，現擺放於德國柏林的佩加蒙博物館

## 名人
- 米利都的泰勒斯（约公元前624年—546年），哲学家
- 阿那克西曼德（约公元前610年—546年），哲学家
- 卡德慕斯（英语：Cadmus of Miletus）（活跃于约公元前550年），作家
- 阿那克西美尼（约公元前585年—525年），哲学家
- 希波达莫斯（约公元前498年—408年），城市规划师
- 阿斯帕齐娅（约公元前470年—400年），伯里克利情妇
- 米利都的亚里斯泰德，作家
- 米利都的赫卡塔埃乌斯，历史学家
- 米利都的赫叙基俄斯（英语：Hesychius of Miletus）（活跃于6世纪），希腊编年史家和传记作家
- 米利都的伊西多尔（活跃于4—5世纪），希腊建筑师
- 阿里斯塔格拉斯（活跃于5—6世纪），米利都的暴君
- 留基伯（活跃于公元前5世纪上半叶），哲学家，原子论鼻祖（他传统上被认为和米利都有联系，但这是有争议的）